# Un-Go
UN-GO (jap. アンゴ Ango) – japońskie anime z 2011 roku wyprodukowane przez studio Bones. Emitowane było na antenie Fuji TV w bloku Noitamina od 13 października do 22 grudnia 2011 roku. Anime powstało na podstawie powieści Meiji Kaika Ango Torimono-chō (jap. 明治開化安吾捕物帖) autorstwa Ango Sakaguchiego.
W Polsce serial był emitowany na kanale Sci Fi.

## Fabuła
Na podstawie powieści Ango Sakaguchiego, anime opowiada o detektywie Shinjūrō Yūkim, który rozwiązuje zagadki, wraz ze swoim dziwnym partnerem Ingą.

## Bohaterowie
- Shinjūrō Yūki (jap. 結城新十郎 Yūki Shinjūrō)

Seiyū: Ryō Katsuji 
Detektyw, często nazywany „Pokonanym Detektywem”, który ma głęboki wgląd w tajemnice. Został uratowany przez Inga przed rozpoczęciem serii i razem robią kontrakt na mocy którego Inga miał już nie zabijać ludzi. Shinjūrō został zapytany o to co jego dusza naprawdę mówi, ale wykorzystał to Bettenō by wydostać się z iluzji. Na koniec filmu Yūki otrzymuje on nową osobowość od Kaishō Rinroku. Nie wiadomo jak miał na imię przed tym wydarzeniem.
- Inga (jap. 因果)

Seiyū: Aki Toyosaki 
Szef Shinjūrō, który ma bardzo dziwny charakter. Zwykle widoczna w postaci małego chłopca, ale czasami przemienia się w dojrzałą kobietę. Gdy jest w swojej prawdziwej formie potrafi „jeść” dusze innych, zmuszając ich do szczerej odpowiedzi na każde pojedyncze pytanie, które zada. Robi to zamiast zabijania swoich ofiar w wyniku zawarcia porozumienia z Shinjūrō, któremu to obiecała, że nie będzie zabijać. Zamieszkuje ciało kobiety związanej w przeszłości z Shinjūrō, która oddała jej swoje życie, żeby ratować Shinjūrō.
- Rinroku Kaishō (jap. 海勝麟六 Kaishō Rinroku)

Seiyū: Shin’ichirō Miki 
Znany detektyw, który często monitoruje zbrodnie z zacisza swojego domu za pośrednictwem eksperta komputerowego set-up.
- Rie Kaishō (jap. 海勝梨江 Kaishō Rie)

Seiyū: Nozomi Yamamoto 
Córka Rinroku, która okazuje się bardzo upartą osobą. Nie lubi sposobu postępowania jej ojca i przejawia skłonność do Shinjūrō.
- Izumi Koyama (jap. 虎山泉 Koyama Izumi)

Seiyū: Takako Honda 
Jest prokuratorem i niespecjalnie lubi się z Shinjūrō.
- Kazamori Sasa (jap. 佐々風守 Sasa Kazamori)

Seiyū: Marika Matsumoto 
Real Artificial Inteligence program lub R.I.A., które mogą występować w różnych kompatybilnych systemach. Po zaangażowaniu się w sprawę morderstwa, przejmuje sprawę od Shinjūrō i Inga. Często zamieszkuje jedno z dwóch ciał albo robota w kształcie ludzkiej dziewczynki albo małą wypchaną zabawkę pandę.
- Seigen Hayami (jap. 速水星玄 Hayami Seigen)

Seiyū: Miyu Irino 
Dyrektor Biura Bezpieczeństwa i część Departamentu Policji Metropolitan.

## Lista odcinków
| №  | Tytuł                                                                  | Premiera odcinka     | Premiera w Polsce   |
| -- | ---------------------------------------------------------------------- | -------------------- | ------------------- |
| 0  | Inga Inga-ron (因果論)                                                 | 19 listopada 2011    | 19 września 2020    |
| 1  | Morderstwo na balu Butōkai no aatsujin (舞踏会の殺人)                  | 13 października 2011 | 19 września 2020    |
| 2  | Okrutna piosenka Mujō no uta (無情のうた)                              | 20 października 2011 | 19 września 2020    |
| 3  | Dom masek Fukumen yashiki (覆面屋敷)                                   | 27 października 2011 | 19 września 2020    |
| 4  | Ród bez maski Sugao no ie (素顔の家)                                   | 3 listopada 2011     | 26 września 2020    |
| 5  | Widmowy posąg Maboroshi no zō (幻の像)                                 | 10 listopada 2011    | 26 września 2020    |
| 6  | Zbyt łatwy szyfr Amari ni mo kantan na angō (あまりにも簡単な暗号)     | 17 listopada 2011    | 26 września 2020    |
| 7  | Sen na jawie Hakuchiyuumu (ハクチユウム)                               | 24 listopada 2011    | 26 września 2020    |
| 8  | Król raju Rakuen no ō (楽園の王)                                       | 1 grudnia 2011       | 3 października 2020 |
| 9  | Przestępstwo Rinroku Kaishou Kaishō Rinroku no hanzai (海勝麟六の犯罪) | 8 grudnia 2011       | 3 października 2020 |
| 10 | Pogrzeb Kaishou Kaishō Rinroku no sōsō (海勝麟六の葬送)                | 15 grudnia 2011      | 3 października 2020 |
| 11 | Tylko szukam Watashi wa tada sagashiteiru (私はただ探している)         | 22 grudnia 2011      | 3 października 2020 |